# Општина Замостеа (Сучава)
Замостеа (рум. Zamostea) општина је у Румунији у округу Сучава.
Oпштина се налази на надморској висини од 294 m.